# Chlamys behringiana
Chlamys behringiana är en musselart som först beskrevs av Middendorff 1849.  Chlamys behringiana ingår i släktet Chlamys och familjen kammusslor. Inga underarter finns listade i Catalogue of Life.